# Žitínští z Blažtice
Žitínští z Blažtice je vymřelý vladycký rod ze zaniklé vesnice Blažtice na Blovicku. Držel také dvůr Žitín na Nepomucku. Štít rodu zobrazoval červeného raka obráceného vzhůru na stříbrném pozadí (dle jiných zdrojů na modrém). Zmínky o jeho existenci se datují mezi léta 1476 až 1601.

## Členové rodu
- Lipolt Žitínský z Blažtice; hlava rodu v roce 1476, pravděpodobně zakladatel rodu[3]
- Vilém Výšek z Blažtice; pražský konšel, hlava rodu v letech 1480 - 1491[3][4]
- Jan Žitínský z Blažtice; v roce 1523 byl nucen prodat kvůli dluhům dvůr Žitín, hlava rodu v letech 1519 - 1523[1]
- Jindřich Žitínský z Blažtice; hlava rodu v roce 1538[5]
- Oldřich Žitínský z Blažtice; držel šumavskou ves Pohorsko a zemřel okolo roku 1569[3]
- Kryštof Žitínský z Blažtice; hlava rodu v roce 1583, drží ves Pohorsko[3]
- Lipolt Žitínský z Blažtice; poslední příslušník rodu, stále drží ves Pohorsko; hlava rodu od roku 1588, jeho úmrtím po roce 1601 vymřel rod po meči[3]